# 残疾人体育

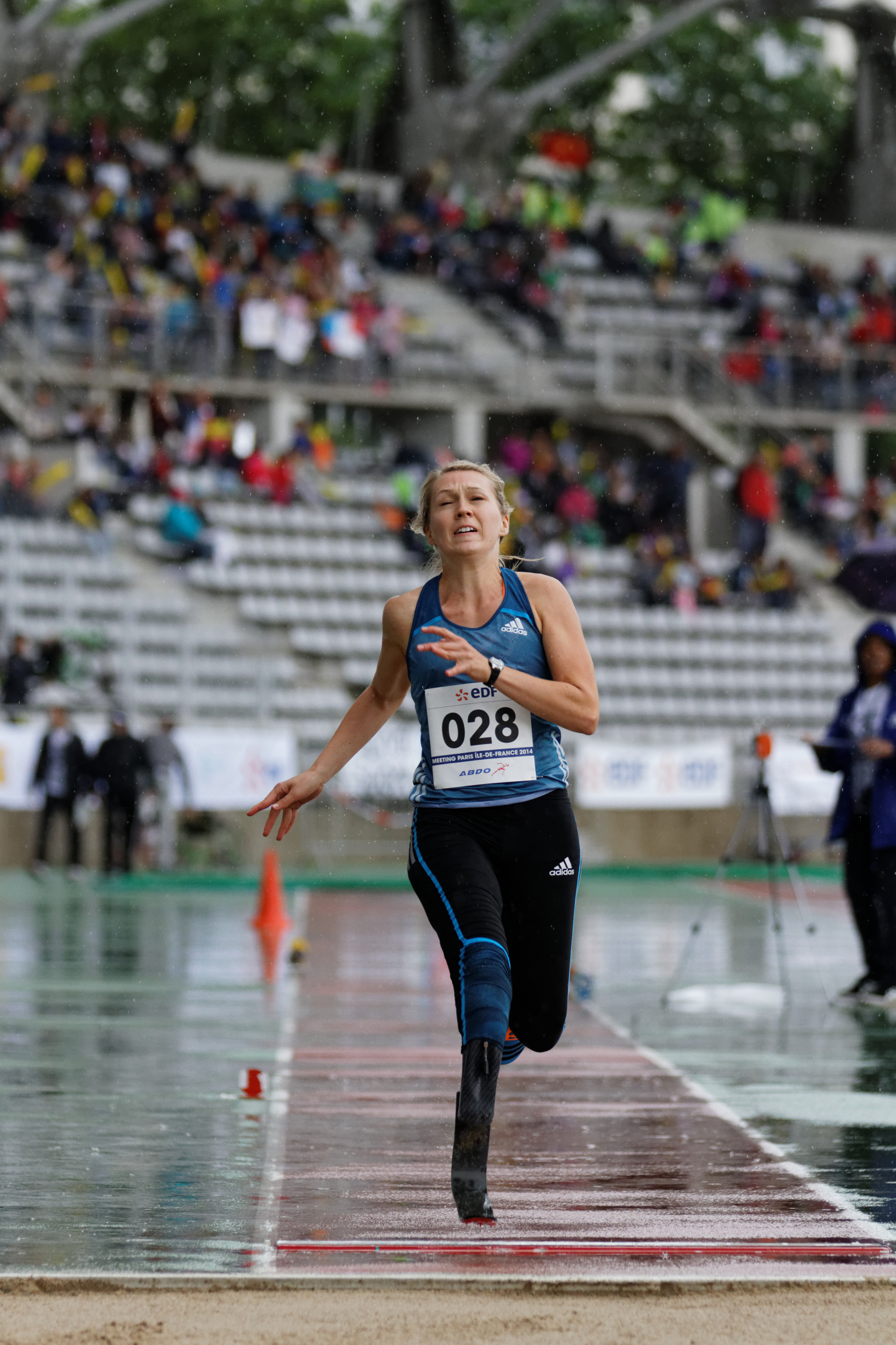
残疾人体育

残疾人体育（英語：Parasport）是由指身心障礙以及智能障礙人士参与的体育运动。有些运动是只能殘疾人參與，還有一些體育運動，除了殘疾人參與，正常人也能參與。殘疾人體育賽事要進行醫學分級，這樣的話可以讓殘疾選手的對手身體條件和自己差不多。